# Leptojulis lambdastigma
Leptojulis lambdastigma és una espècie de peix de la família dels làbrids i de l'ordre dels perciformes.

## Morfologia
Els mascles poden assolir els 13,7 cm de longitud total.

## Distribució geogràfica
Es troba a Taiwan i a les Filipines.